# Indoclystus singularis
Indoclystus singularis là một loài côn trùng trong họ Myrmeleontidae thuộc bộ Neuroptera. Loài này được Westwood miêu tả năm 1847.